# 中日韩共用汉字辞典
中日韩共用汉字辞典（日语：日中韓共通語彙集）是一部由中国、日本、韩国三国合作秘书处组建的专家团队编撰，收录中日韩汉字词汇的辞典。词典共收录658个中日韩三国民众日常生活中使用频率较高的共同常用词汇、词条释义及例句。辞典对这些词汇在三国语言中，有的读音和涵义均相似，有的涵义不同，还有读音相似但所对应汉字不同的情况进行了解释，帮助读者清晰辨别三国共同词汇在发音、字体、意思和用法上的异同点。《中日韩共用汉字辞典》以“东北亚名人会”2014年发布的《中日韩共同常用八百汉字表》为基础，自2016年起历时2年编撰而成，于2018年8月正式出版。该辞典有中文、日文和韩文三种版本。

## 中日韩共用汉字（部分）
- 涵义相同：感谢、银行、劳动；
- 涵义不同：工夫、可怜、时刻。[4]